# Orthostichopsis longinervis
Orthostichopsis longinervis là một loài rêu trong họ Pterobryaceae. Loài này được (Renauld & Cardot) Broth. mô tả khoa học đầu tiên năm 1906.